# ایر ترنسپورت اینترنشنال
ایر ترنسپورت اینترنشنال (به انگلیسی: Air Transport International) یک شرکت هواپیمایی با کد یاتا 8C است که در تاریخ ۱۹۷۸ میلادی تأسیس شده و در تاریخ ۱۹۸۸ فعالیتش را آغاز کرده‌است.
دفتر مرکزی ایر ترنسپورت اینترنشنال در ایروینگ، تگزاس، تگزاس، ایالات متحده آمریکا واقع شده‌است.